# Kohama-jima
Kohama-jima (japanisch 小浜島; yaeyama: Kumō  / okinawisch: Kubama) ist eine Insel der Gemeinde Taketomi, Okinawa. Kohama gehört zur Gruppe der Yaeyama-Inseln, hat eine Fläche von 7,86 km² und zählt 634 Einwohner in 389 Haushalten.
Die Insel liegt in der Sekisei-Lagune, dem größten Korallenriff Japans, zwischen den größeren Inseln Iriomote-jima im Westen und Ishigaki-jima im Osten und ist Teil des 1972 ausgewiesenen Iriomote-Ishigaki-Nationalparks.
Auf der Insel, die täglich mehrmals mit einer Fähre von Ishigaki zu erreichen ist, befindet sich der Ortsteil Kohama der Gemeinde Taketomi.

## Sehenswürdigkeiten
Auf Kohama-jima wurden die Außenaufnahmen von Churasan, einer 2001 in Japan sehr erfolgreichen Fernsehserie gedreht. Daher wird die Insel von relativ vielen japanischen Touristen besucht. Eine der Hauptattraktionen ist das im traditionellen Stil der Ryūkyū-Inseln gebaute Haus Kohagurasō (こはぐら荘), wo die Haupthandlung spielte. Das Haus ist von einer Mauer aus Korallengestein umgeben und, wie früher üblich, zusätzlich durch eine Mauer zwischen Hoftor und Haus den Blicken der Passanten entzogen. Diese Mauer soll auch vor bösen Geistern schützen. Typisch ist ebenfalls das Walmdach aus roten Ziegeln mit einer Figur des Fabeltieres Shīsā, das ebenfalls das Haus und seine Bewohner schützen soll. Ein weiterer Anziehungspunkt der Insel ist eine Straße östlich des Dorfes, an der ebenfalls zahlreiche Außenaufnahmen der Serie entstanden. Da sie an Zuckerrohrfeldern vorbeiführt, ist sie in Japan unter dem Namen Sugar Road (Zuckerstraße) bekannt.
Der höchste Punkt der Insel ist der 99 m hohe Berg Ufudaki, auf dessen Spitze eine Treppe führt. Hier wurde ein Aussichtspavillon errichtet, von dem aus sich ein umfassender Rundblick über die gesamte Insel bis hin zur Nachbarinsel Iriomote bietet.
Im Dorf ist außerdem das Heimatmuseum sehenswert, in dem u. a. landwirtschaftliche Geräte und historische Fotos zu sehen sind.
An der Ostküste Kohama-jimas erhebt sich am Strand ein weißes Tor, das den Eingang zu einem Shintō-Heiligtum weist. Es besteht aus einem Stein unter einem besonders großen Baum und ist über eine Treppe zu erreichen, an der auf beiden Seiten zahlreiche weiße Lilien blühen.

## Infrastruktur
Das einzige Dorf auf Kohama-jima verfügt über eine moderne Schule, ein Verwaltungsgebäude, einige kleine Geschäfte und Gästehäuser sowie Restaurants. Etwas außerhalb des Dorfes wurde eine große Hotelanlage errichtet.

## Impressionen aus Kohamajima

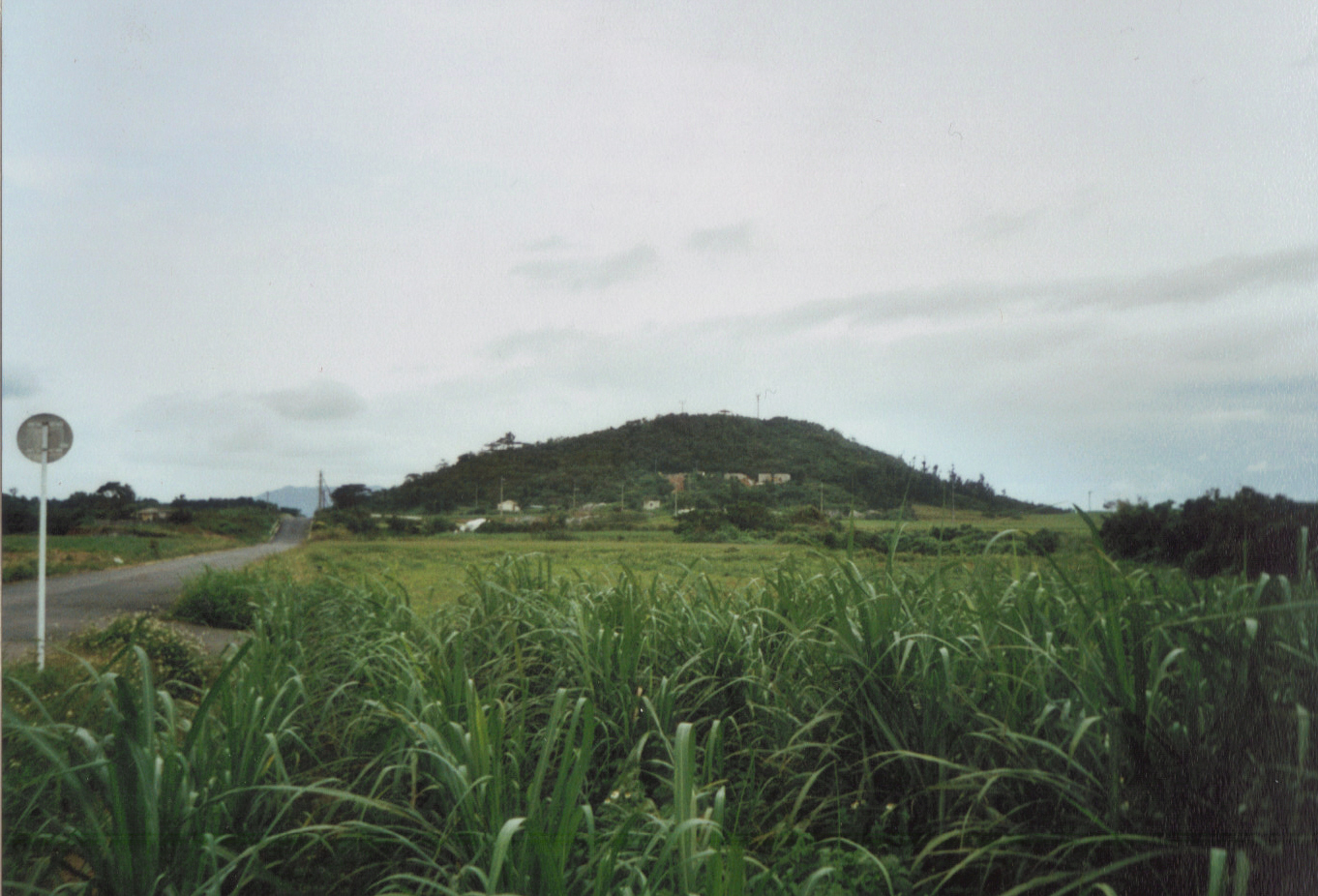
Blick zum Ufudaki
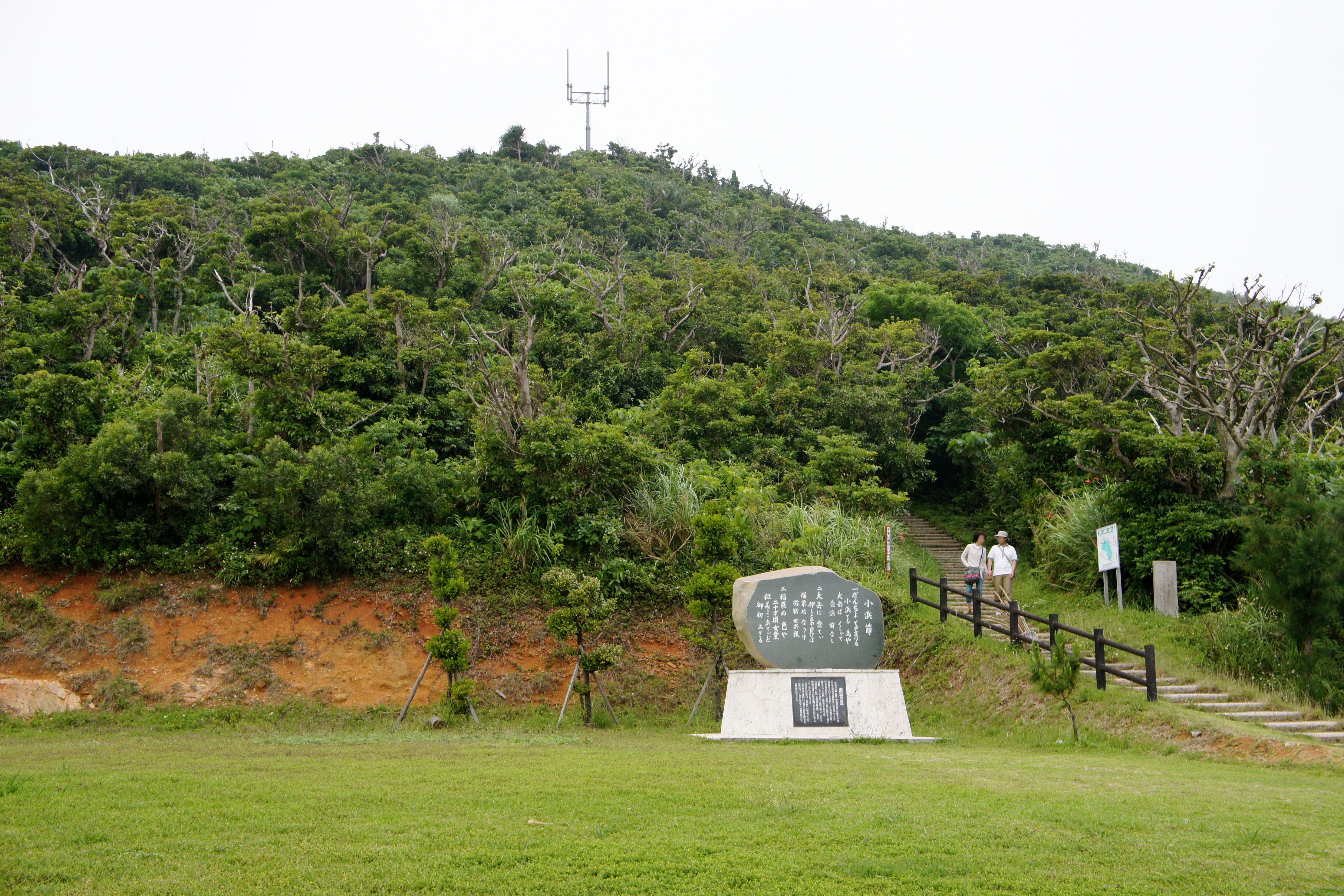
Der Berg Ufudaki
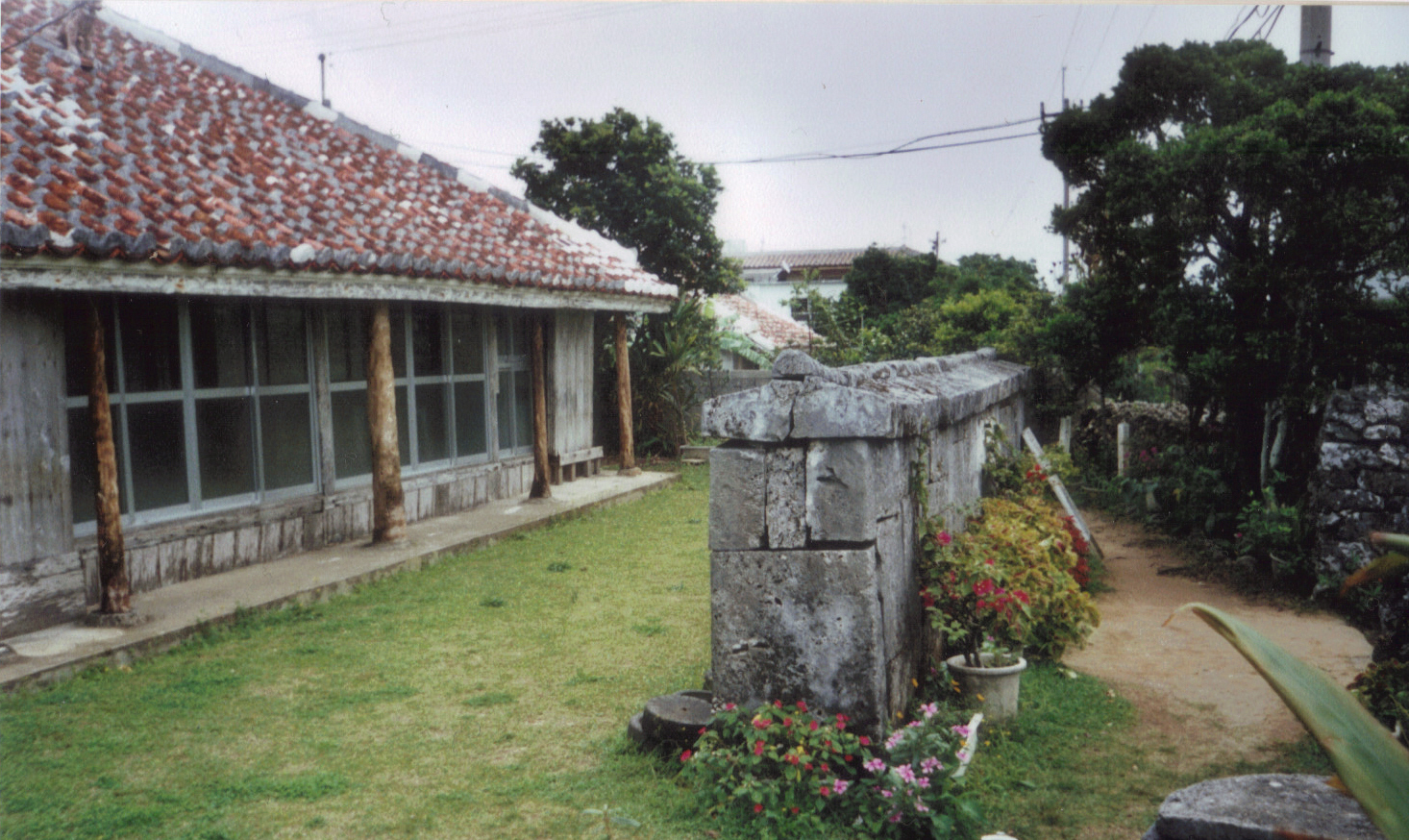
Das historische Haus Kohagurasō
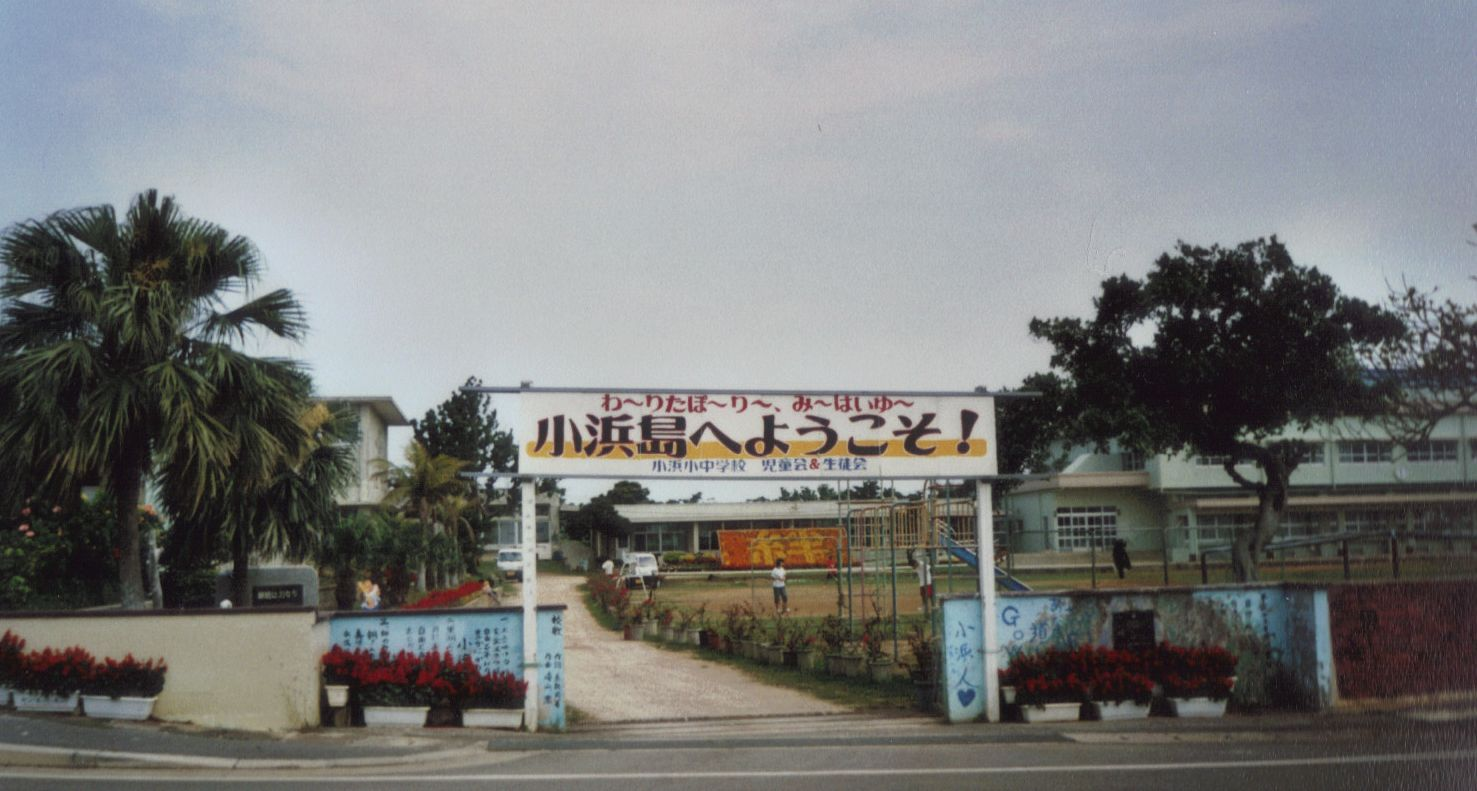
Hauptstraße
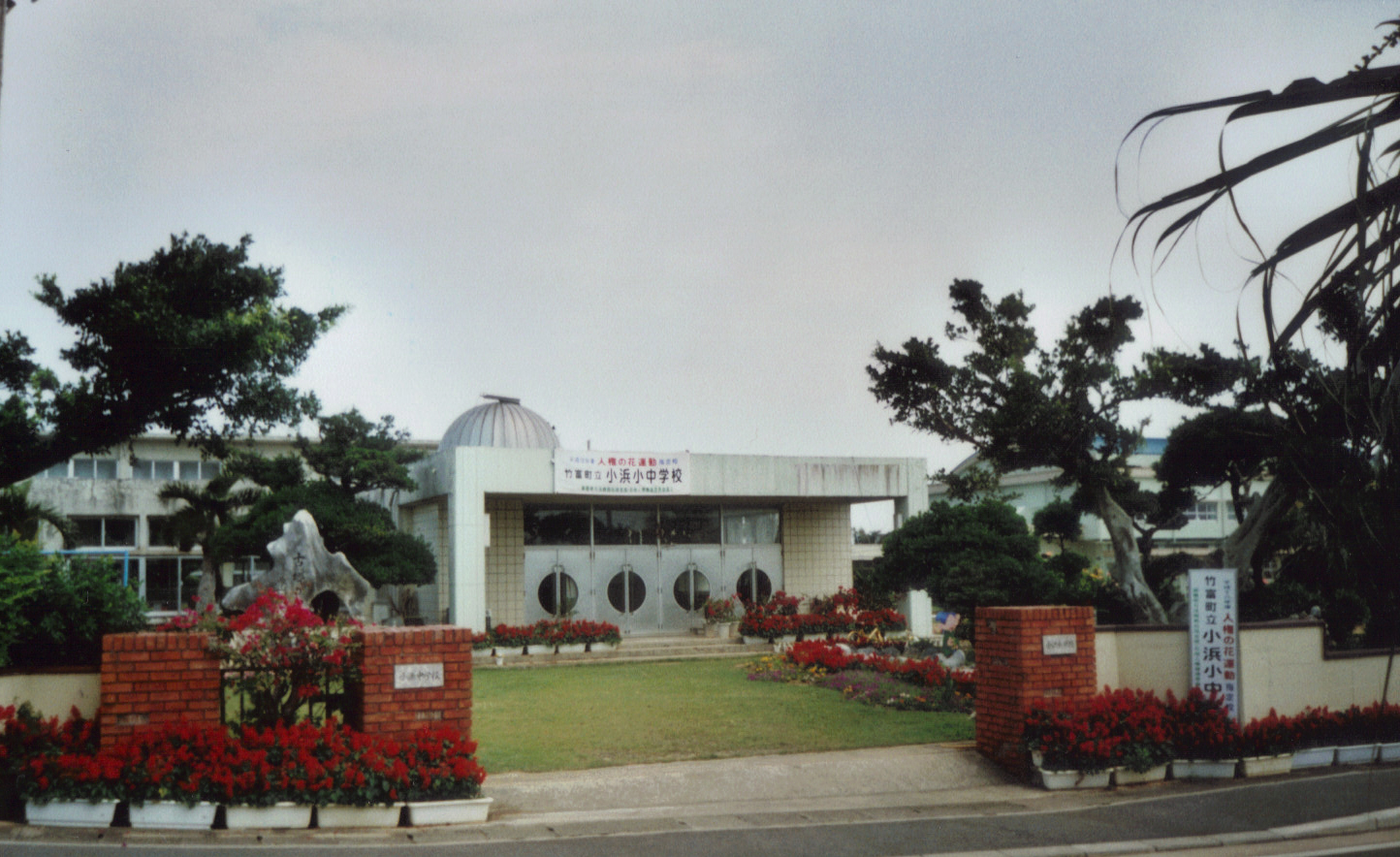
Schule
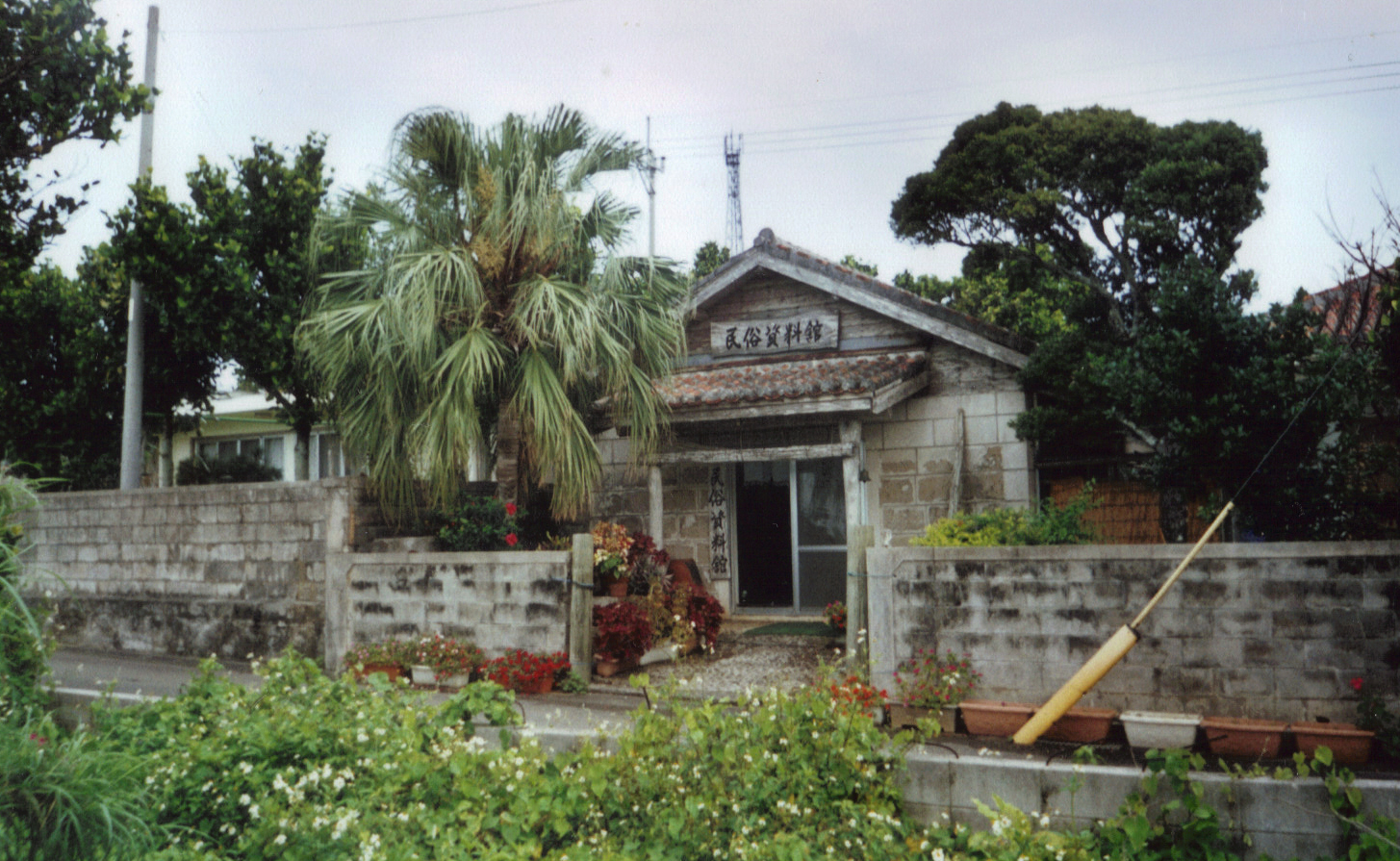
Museum
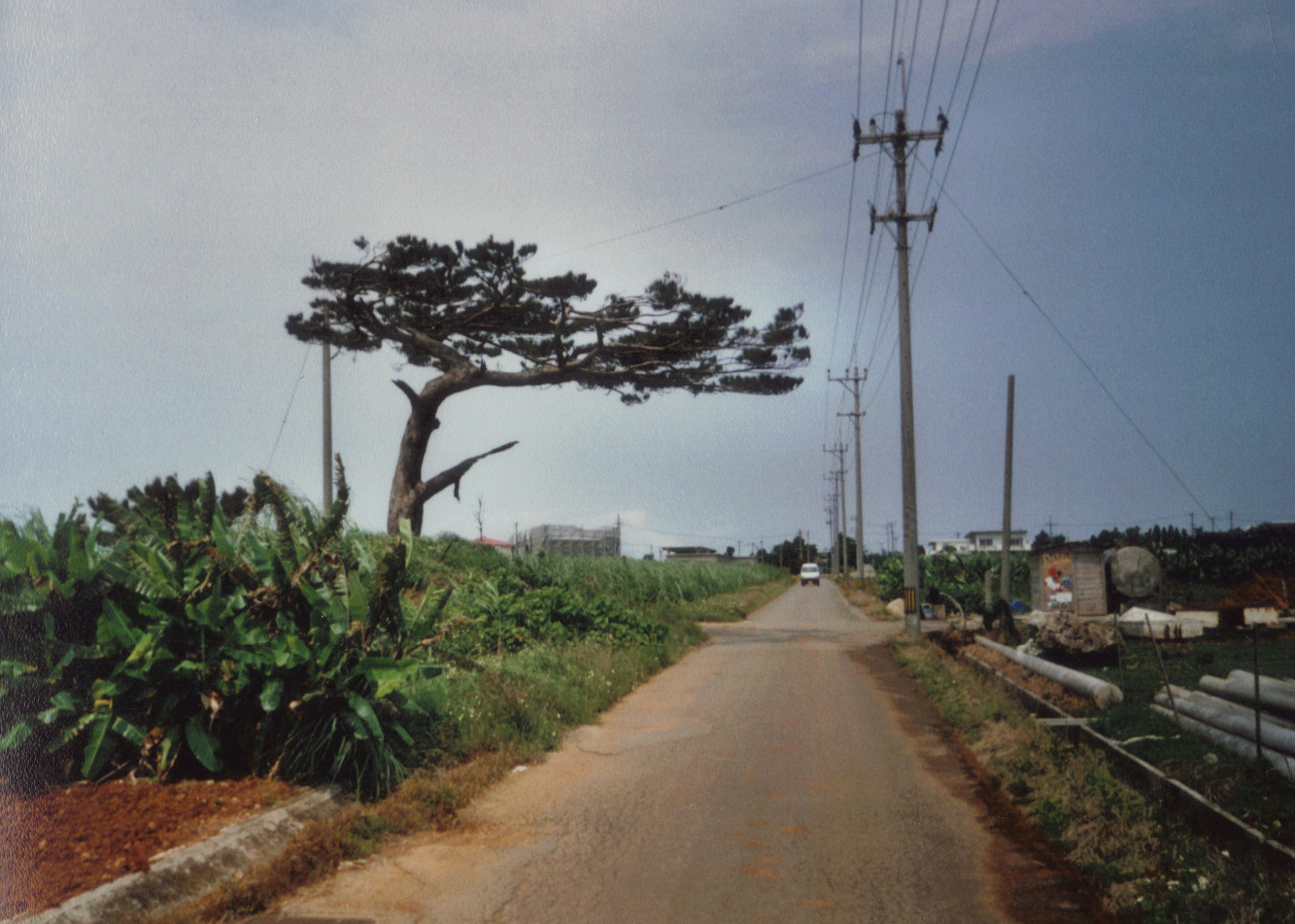
Die Sugar Road genannte Landstraße
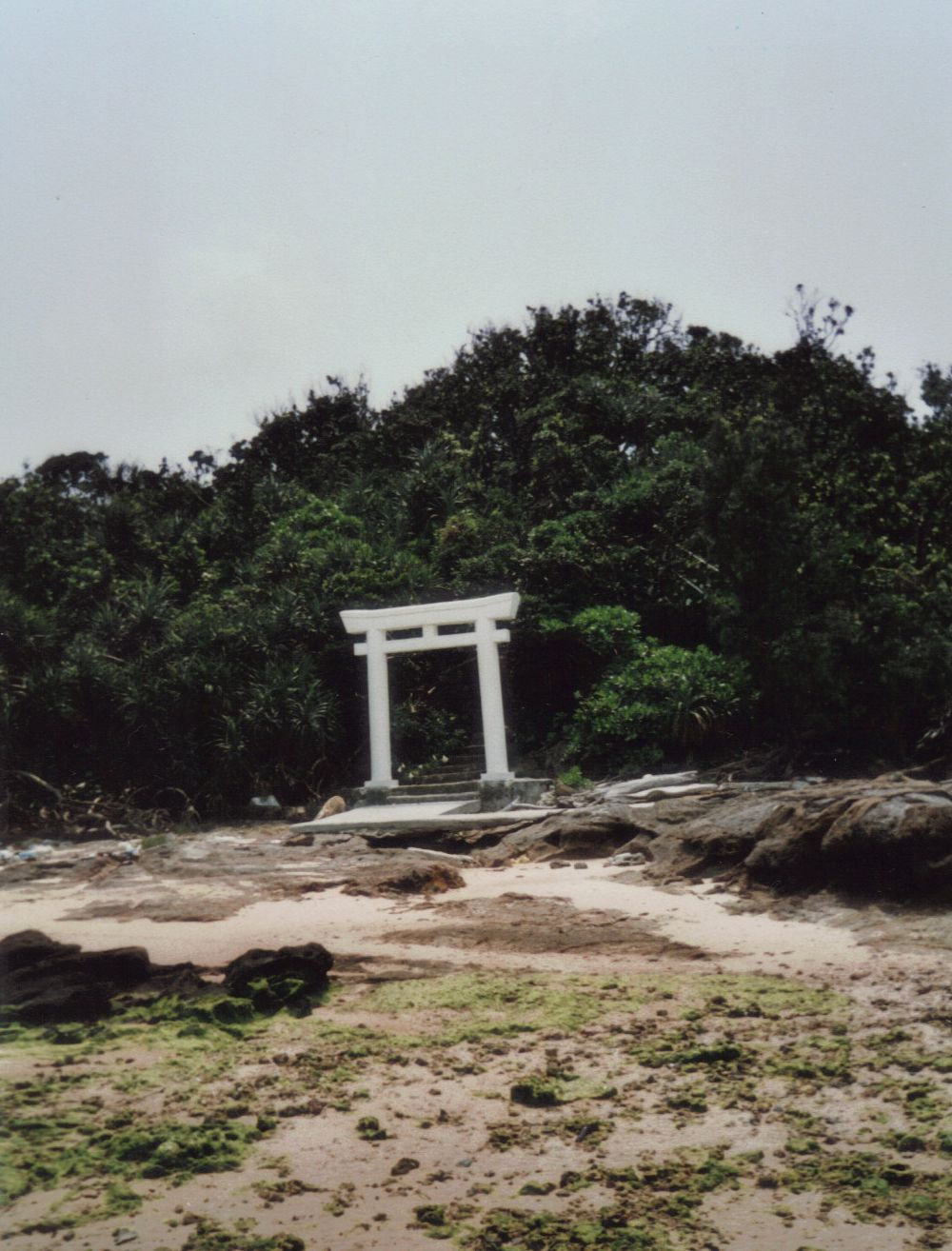
Eingang zum Shintō-Heiligtum an der Ostküste